# Giro do Oceano Índico

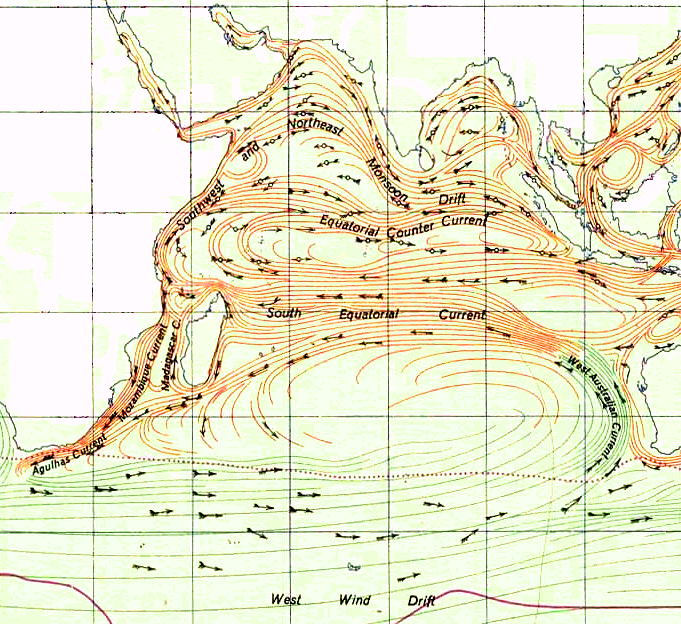
O Giro do Oceano Índico.

O Giro do Oceano Índico, localizado no Oceano Índico, é um dos cinco principais giros oceânicos.
Tem sido apontado que forma-se atualmente no Oceano Índico uma aglomeração de detritos oceânicos produzidos pelo ser humano similar a Grande Porção de Lixo do Pacífico.